# Larry Csonka
Pour les articles homonymes, voir Csonka.
College Football Hall of Fame 1989
Pro Football Hall of Fame 1987
(en) Statistiques sur pro-football-reference
Larry Richard Csonka, né le 25 décembre 1946 à Stow, est un joueur américain de football américain.
Ce fullback a joué pour les Dolphins de Miami (1968–1974, 1979) et les Giants de New York (1976–1978) en National Football League (NFL). Il a également joué aux Southmen de Memphis (1975) en World Football League (WFL).
Il faisait partie de l'équipe des Dolphins qui a réalisé en 1972 une saison NFL parfaite et avec qui il remporte les Super Bowls VII et VIII.
Il est intronisé au College Football Hall of Fame en 1989 et au Pro Football Hall of Fame en 1987. Le no 39 qu'il portait chez les Dolphins de Miami a été retiré en 2002.

## Sa jeunesse
Csonka est né Stow, ville située en périphérie d'Akron dans l'État d'Ohio. Il est élevé dans une ferme au sein d'une famille hongroise avec six enfants.
Csonka commence sa carrière footbalistique à la Stow High School (en) où il deviendra titulaire des Bulldogs de Stow Bulldogs au poste de tailback. Il y joue de 1960 à 1963 et, sous les ordres de l'entraîneur Dick Fortner, il y remporte en 1963 le championnat de la ligue régionale d'Akron (Metropolitan League of the Akron-area).
Csonka est devenu tailback par accident. En raison de sa taille, il joue au poste de defensive end pendant sa seconde saison (sophomore) à Stow. Lors du dernier match de cette saison, il remplace un joueur à l'occasion d'un retour de kickoff. Il réceptionne le ballon et remonte le terrain. Il déclare à ce sujet qu'il avait déjà évité les tacles de deux joueurs adverses avant qu'il ne réalise ce qu'il était en train de faire. Même s'il n'a pas marqué ni changé le cours du match, le fait de porter le ballon en se battant pour le conserver, lui a procuré un sentiment formidable qu'il a adoré. Il a alors su qu'il voulais à l'avenir courir avec le ballon.
Malgré cela, Csonka aura des difficultés à convaincre ses partenaires et entraîneurs de le laisse jouer au poste de running back, ceux-ci estimant qu'il était trop gros et trop lent. Il fera disparaître ces doutes dès le premier match de la saison 1962.

## Carrière universitaire
Après sa dernière saison à Stow, Csonka reçoit des propositions des universités Clemson, Iowa, Vanderbilt et Syracuse. Il choisit finalement d'intégrer l'Université de Syracuse où il joue au poste de middle linebacker lors de sa première saison avant d'être déplacé au poste de fullback dès la saison suivante jusqu'au terme de la saison 1967. Il sera désigné All-American à ce poste. Il bat de nombreux records à la course de l'université, certains ayant été détenus par Ernie Davis, Jim Nance (en), Floyd Little et Jim Brown.
Lors de ses trois saisons jouées pour les Orange de Syracuse, Csonka aura gagné à la course un total de 2 934 yards (record de l'université), gagné plus de 100 yards lors de 14 matchs, et aura gagné une moyenne de 4,9 yards par course. Lors des saisons 1965 à 1967, il sera classé respectivement 19e, 9e et 5e meilleur coureur universitaire du pays. Il est désigné MVP du East–West Shrine Game (en), du Hula Bowl et du College All-Star Game. En 1989, il est intronisé au College Football Hall of Fame.

## Carrière professionnelle

### Dolphins de Miami (1968-1974)
Csonka est sélectionné en 8e choix global lors du premier tour de la draft 1968 de l'AFL par la franchise des Dolphins de Miami. C'est le premier running back choisi lors de cette draft. Il y signe un contrat de trois ans. Il reçoit une prime à la signature de 30 000 $ (soit l'équivalent de 250 000 $ en 2019), une voiture et un salaire progressif de 20 000 $ (équivalent de 147 000 $ en 2019) pour la saison 1968, 25 000 $ pour 1969 (équivalent de 184 000 $ en 2019) et 30 000 $ pour 1970 (équivalent de 221 000 $).
La carrière professionnelle de Csonka a débuté de façon précaire. Lors du cinquième match de la saison 1968 joué à domicile contre les Bills de Buffalo, il est assommé et subit une commotion cérébrale après que sa tête ait heurté le sol à la suite d'un plaquage. Il reste deux journées à l’hôpital. Trois semaines plus tard, en plus d'un tympan et du nez cassé, il subit une nouvelle commotion cérébrale à San Diego. Il est alors question qu'il puisse abandonner le football américain. Il rate trois matchs en 1968 et trois autres en 1969. Son coéquipier Nick Buoniconti déclare à ce sujet : « On se demandait après la saison 1969 si Csonka jouerait encore, pas seulement à cause des blessures encourues mais aussi parce qu'il n'avait pas bien joué... Quand Shula est arrivé en 1970, il a littéralement dû lui apprendre comment courir avec le football. Il avait l'habitude de courir droit devant lui et Shula lui a fait comprendre qu'il devait courir avec son avant-bras en avant plutôt qu'avec sa tête. Shula et son entraîneur Carl Taseff ont fondamentalement remodelé Csonka pour qu'il devienne un membre du Hall of Fame. Csonka est ainsi devenu l'arme offensive des Dolphins... ».
Lors des quatre saisons suivantes (1970-1973), Csonka ne va plus rater un seul match. Il devient le meilleur de son équipe en nombre de gains gagnés à la course lors de ses cinq dernières saisons avec les Dolphins. Son coéquipier Jim Langer (en) déclare : « Csonka avait le plus grand respect envers chaque joueur de l'équipe, qu'il soit attaquant ou défenseur. ». Dans les années 1970, il était l'un des coureurs les plus redoutés du football professionnel. Mesurant 6,3 pieds (1,92 m) et pesant 235 livres (106,59 kg), il était un des plus impressionnant running back de son époque repoussant souvent les plaqueurs adverses sur 5 à 10 yards. Il est décrit comme un bulldozer ou un bélier. Son style de course rappelait celui du légendaire coureur puissant des années 1930, Bronko Nagurski. Le linebacker des Vikings du Minnesota, Jeff Siemon (en), déclare après le Super Bowl VIII : « Ce n'est pas la choc avec Csonka qui vous impressionne. C'est ce qui se passe après le premier contact. Ses jambes sont tellement fortes qu'il continue de bouger. Il vous porte. C'est un poids mobile. ». Il commet rarement un fumble et manque rarement une réception. Il est également un excellent bloquer mais surtout un dur à cuire. Il s'est cassé le nez une dizaine de fois en jouant au football américain ce qui lui provoque une déformation permanente ce qui ne l’empêche pas de rester sur le terrain lorsqu'il saigne du nez. Il est peut-être le seul running back à avoir été sanctionné pour faute personnelle à la suite d'une action brutale inutile en portant ballon, lorsque, lors du match contre les Bills de Buffalo en 1970, il a assommé le safety John Pitts avec un coup donné avec son avant-bras. Dans un match serré contre les Vikings du Minnesota au cours de la saison 1972, Csonka est frappé dans le dos par le linebacker Roy Winston à l'occasion d'un tacle assez grotesque. Pensant que son dos est cassé, Csonka rampe hors du terrain. Une fois sur la ligne de touche, il rentre aux vestiaires se faire soigner et après quelques minutes remonte sur le terrain. Son retour est crucial car la passe victorieuse transformée en touchdown par le tight-end Jim Mandich est consécutive à une feinte de course par Csonka. En 1996, il est classé 10e joueur de football américain le plus dur de tous les temps dans le film produit par la NFL, The NFL's 100 Toughest Players. L'entraîneur de la ligne offensive des Dolphins, Monte Clark, interrogé sur le style de course de Csonka déclare : « Quand Csonka part en safari, les lions retroussent leurs fenêtres. (When Csonka goes on safari, the lions roll up their windows.) ».
Avec Csonka, les Dolphins possèdent une des meilleures attaques par la course NFL du début des années 1970. Ils seront les meilleurs de la NFL en nombre de yards gagnés à la course lors des saisons 1971 et 1972, établissant un nouveau record de la NFL en 1972 avec 2960 yards. Les 1117 yards gagnés par Csonka combinés avec les 1000 yards de Mercury Morris en ont fait le premier duo de running backs de l'histoire de la NFL à plus de 1000 yards sur une saison. Cette attaque par la course permet aux Dolphins d'accéder au Super Bowl VI et de gagner les Super Bowls VII et VIII.
Le style de course puissant de Csonka est caractéristique puisqu'il choisit de passer à travers les défenses adverses plutôt que de les contourner. Il mène les statistiques NFL avec plus de 1000 yards gagnés à la course lors de trois saisons consécutives (1971 à 1973). Il obtient une moyenne supérieur à 5 yards par course lors des saisons 1971 et 1972 ce qui est exceptionnel pour un fullback. Il est le meilleur de la NFL avec 5,4 yards de moyenne gagné par course en 1971. Son coéquipier Bob Kuechenberg déclare que Csonka était le meilleur fullback qu'il ait connu. « Lorsqu'il devait gagner 2 yards, il en gagnait 5. Dès qu'il démarrait, il atteignait la ligne, gagnait les yards nécessaires et en ajoutait à chaque fois 4 ou 5  ». Csonka (lors de sa saison 1971) sera la seul running back des années 1970 à gagner plus de 1000 yards à la course sans commettre un seul fumble.
À l'issue de la saison 1972, les Dolphins deviennent la seule équipe depuis la fusion AFL-NFL à remporter tous leurs matchs, Csonka y ayant établi un record de carrière avec un total de 1117 yards gagnés à la course sur une saison. Csonka lest le meilleur coureur du Super Bowl VII avec 112 yards gagnés en 15 courses. En fin de 3e quart-temps, Csonka effectue une course qui incarne bien son style. Après avoir évité quelques tacles adverses près de la ligne d'engagement, il gagne à l'arraché 49 yards. Vers la fin de cette course, le cornerback des Redskins de Washington Pat Fischer (en), connu pour être un plaqueur sérieux et intrépide, tente de stopper Csonka. Au lieu de tenter d'éviter Fischer, Csonka se tourne vers lui et écarte avec son avant bras les 175 livres du défenseur.
En 1973, Csonka est élu Super athlète de l'année par la Professional Football Writers Association (en). Les Dolphins remportent un deuxième second Super Bowl consécutif. Exploitant les blocs de sa ligne offensive, il effectue 33 course pour un gain cumulé de 145 yards tout en inscrivant deux touchdowns. Surnommé le Zonk, il est désigné MVP du match.

### World Football League (1975)
En mars 1974, Csonka est sélectionné en deuxième choix global lors de la draft 1974 de la World Football League (WFL). Le même mois, Csonka, Kiick et le wide receiver des Dolphins Paul Warfield, déclarent qu'ils ont signé leurs contrat les engageant avec la toute nouvelle ligue dès la saison 1975. Csonka y signe un contrat de trois ans pour un salaire garanti de 1,4 million de $. Même si ces signatures apportent du crédit à cette nouvelle ligue, celle-ci se retrouve rapidement en proie à des problèmes financiers. Les trois jouent pour l'équipe des Southmen de Memphis. La ligue ayant peu de succès, elle met un terme à ses activités au milieu de sa deuxième saison. Csonka y cumule néanmoins 99 courses pour un gain total de 421 yards et un touchdown lors de la saison 1975.

### Giants de New York (1976-1978)
Comme agent libre, il rejoint les Giants de New York en 1976 en compagnie de l'entraîneur de Memphis John McVay (en). Alors que les fans fondaient de grand espoir en Csonka, celui-ci se déchire les ligaments du genou ce qui met prématurément fin à sa première saison à New York. Il impute cette blessure en partie au gazon artificiel du Giants Stadium (les Giants utilisent actuellement un nouveau, plus flexible le Fieldturf (en)). L'entraîneur principal des Giants, Bill Arnsparger (en) est remercié alors que l'équipe affiche un bilan provisoire de 7 défaites en autant de matchs. Il est remplacé par McVay.
Deux saisons plus tard, il est sur le terrain et participe au Miracle du Meadowlands (en). Le 19 novembre 1978, New York pensait avoir match gagné alors qu'ils mènent 17 à 12 contre les favoris, les Eagles de Philadelphie. Cependant, alors qu'il ne reste que 31 secondes de jeu et que les Eagles n'ont plus de temps mort, le coordinateur offensif Bob Gibson décide que son quarterback Joe Pisarcik (en) devra donner le ballon à Csonka pour une course en milieu de terrain. Cependant, Pisarcik commet un fumble sur l'engagement et le cornerback des Eagles, Herman Edwards (en), récupère le ballon qu'il retourne sur 29 yards pour inscrire le touchdown gagnant. Les Giants ne se remettront pas de cette défaite et termineront la saison avec un bilan négatif de 6-10.
Les Giants se séparent de McVay en fin de saison. Le contrat de Csonka arrive également à son terme et il décide de retourner jouer à Miami.

### Dolphins de Miami (1979)
De retour à Miami, il gagne 800 yards à la course (sa meilleure performance depuis les victoires au Super Bowl). Il inscrit 12 touchdowns à la course (record de sa carrière) et un supplémentaire en réception. Il remporte de prix du meilleur joueur revenant de la saison 1979 (Comeback Player of the Year).
Néanmoins, ne parvenant pas à s'entendre avec les Dolphins sur une prolongation de contrat, Csonka décide de prendre sa retraite de la NFL en fin de saison 1979.
Lors de ses onze saisons en NFL, Csonka aura gagné 8 081 yards et inscrit 64 touchdowns en 1 891 courses. Il aura également gagné 820 yards et inscrit quatre touchdowns supplémentaire en réception. Il sera classé dans le Top10 des joueurs NFL, des meilleurs coureurs sur une saison à quatre reprises, au nombre de touchdowns inscrits à la course sur une saison (à cinq reprises), au nombre de touchdowns inscrits sur une saison (à trois reprises) et au nombre de yards gagnés à partir de la ligne d'engagement sur une saison (à une reprises).

## Trophées et récompenses
- Vainqueur du Super Bowl : VII, VIII ;
- Meilleur joueur du Super Bowl (MVP) : Super Bowl VIII ;
- Sélectionné au Pro Bowl : 1970, 1971, 1972, 1973 et 1974 ;
- Sélectionné dans l'équipe type All-Pro : 1971, 1972 et 1973 ;
- Sélectionné dans l'équipe type All-American : 1966 et 1967 ;
- NFL Comeback Player of the Year : 1979 ;
- Son maillot (le no 39 des Dolphins de Miami est retiré.

## Hors football
Après sa retraite, Csonka devient conférencier et il anime plusieurs spectacles de chasse et de pêche pour la NBC Sports Network. Il est également présent dans de nombreuses émissions, telles que The Ed Sullivan Show, et tient même un rôle dans le drame médical Emergency des années 1970. Il tient aussi le rôle du commandant Delaney dans le film Midway de 1976.
Il travaille pour les Bulls de Jacksonville de la United States Football League (USFL) au milieu des années 1980, d'abord comme directeur du scouting, puis comme directeur général. Csonka sera également analyste sportif lors des matchs de la NFL diffusés sur NBC en 1988 ainsi que sur l'émission American Gladiators de 1990 à 1993.

### Alaska
Entre 1985 et 1990, Csonka passe beaucoup de temps en Alaska dont la majeure partie de l'année à Anchorage. En observant la course de chiens de traîneaux Iditarod 2005 longue de 1 161 milles (1 868 km), il déclare: « Quand je jouais et m'entraînais avec tout l'équipement, dans la chaleur des mois de juillet et août à Miami, ça me vaporisait. » (When I was playing and practicing in that heat in July and August in Miami with shoulder pads on, it just vaporized me;).
Entre 1998 et 2013, Csonka est producteur et co-animateur de la série Napa's North to Alaska. Csonka crée également l'émission Csonka Outdoors (1998–2005) diffusée sur ESPN-2 et sur OLN. Début septembre 2005, Csonka et cinq collaborateurs se trouvaient sur le bateau qui les ramenait du village de Nikolski situé sur l'île Umnak dans les îles Aléoutiennes en Alaska après y avoir filmé une chasse aux rennes pour l'émission télévisée de Csonka. Le bateau est pris dans une violente tempête et chavire presque. Ils sont bloqués dans la tempête pendant 10 heures avant qu'un hélicoptère de la Garde côtière américaine ne puisse les hélitreuiller un à un.
Csonka et Audrey Bradshaw vivent actuellement à Wasilla, en Alaska. Ils possèdent également une ferme à Lisbon, dans l'Ohio, et gèrent la société Goodrich Seafood House située à Oak Hill, en Floride. Csonka apparaît actuellement dans des publicités télévisées pour l'Alaska Spine Institute, un centre de réadaptation basé à Anchorage.

### Littérature
Csonka et son ami running back des Dolphins Jim Kiick (en) étaient surnommés le Butch Cassidy et le Kid de la NFL. Le 7 août 1972, le magazine Sports Illustrated consacre son article principal sur ces deux joueurs. Ce numéro est devenu un objet de collection en raison de la photo de la page de couverture présentant Csonka et Kiick. Cette photo a été prise par le célèbre photographe de Sports Illustrated Walter Iooss, et montre Csonka qui, par mégarde, fait un geste obscène avec le majeur de sa main droite.
En 1973, Csonka et Kiick, en collaboration avec le journaliste sportif Dave Anderson, sortent un livre, Always on the Run (Toujours en fuite). Csonka et Kiick y parlent de leur enfance, de leur carrière de footballeur universitaire, de leur relation parfois houleuse avec l'entraîneur Don Shula, de leurs expériences en tant que joueurs de football professionnels et du comportement parfois scandaleux de leurs coéquipiers. Le livre donne un aperçu de l'histoire des Dolphins et de l'état du football professionnel à la fin des années 1960 et du début jusqu'au milieu des années 1970. Une seconde édition sortira en 1974 avec un chapitre supplémentaire couvrant la saison 1973, le Super Bowl VIII, et leur engagement avec la World Football League.

### Télévision
1975 : L'Homme qui valait trois milliards (The Six Million Dollar Man, série télévisée), saison 3, épisode 8 : Larry Bronco.